# Andrena ehnbergi
Andrena ehnbergi är en biart som beskrevs av Morawitz 1888. Andrena ehnbergi ingår i släktet sandbin, och familjen grävbin. Inga underarter finns listade i Catalogue of Life.